# 376. Infanterie-Division (Wehrmacht)
La 376. Infanterie-Division fu una divisione dell'esercito tedesco attiva durante la seconda guerra mondiale che venne creata nel marzo 1942 e fu schierata lungo il fronte orientale dove fu distrutta nel gennaio 1943. La divisione venne ricostituita nel febbraio 1943 e rimandata sul fronte orientale dove nell'agosto 1944 fu smembrata e divisa tra le unità vicine.

## Storia
La divisione fu costituita il 21 marzo 1942, vicino ad Angoulême, nel sud-ovest della Francia, dove fu impiegata con compiti di sicurezza. Nel giugno 1942 fu trasferita sul fronte orientale per sostenere l'offensiva estiva tedesca; combatté vicino a Kharkov e nell'agosto 1942 marciò dall'ansa del Don fino a Stalingrado, dove fu distrutta nel gennaio 1943. Venne riorganizzata il 23 febbraio 1943 nei Paesi Bassi come gruppo di combattimento composto da convalescenti e reclute ed il 20 giugno 1943 assunse il titolo di divisione. Dopo la sua formazione, rimase inizialmente come forza di occupazione nei Paesi Bassi e fu rimandata sul fronte orientale nel novembre 1943; il 15 gennaio 1944 furono incorporati alla divisione i resti della 167. Infanterie-Division e nel mentre è stata schierata nell'area di Iași. La divisione fu smembrata nell'agosto 1944, ed i suoi resti andarono alla 76. Infanterie-Division ed alla 15. Infanterie-Division. Con ordinanza del 9 ottobre 1944, la divisione fu dichiarata sciolta con effetto immediato.

## Ordine di battaglia
376. Infanterie-Division 1943
- Infanterie-Regiment 672
- Infanterie-Regiment 673
- Infanterie-Regiment 767
- Artillerie-Regiment 376
- Feldersatz-Bataillon 376
- Pionier-Bataillon 376
- Panzerjäger-Abteilung 376
- Aufklärungs-Abteilung 376
- Infanterie-Divisions-Nachrichten-Abteilung 376
- Infanterie-Divisions-Nachschubführer 376

376. Infanterie-Division marzo 1944
- Divisionsgruppe 167
- Grenadier-Regiment 672
- Grenadier-Regiment 673
- Artillerie-Regiment 376
- Pionier-Bataillon 376
- Feldersatz-Bataillon 376
- Panzerjäger-Abteilung 376
- Divisions-Füsilier-Bataillon 376
- Infanterie-Divisions-Nachrichten-Abteilung 376
- Infanterie-Divisions-Nachschubführer 376

## Decorazioni
Alcuni soldati della 376. Infanterie-division furono premiati per le loro azioni in guerra:
- Croce Tedesca
  - in oro: 3
- Croce di Cavaliere della croce di ferro: 1

## Comandanti
- Generalleutnant Alexander Edler von Daniels (1º aprile 1942 - 1º aprile 1943)
- Generalleutnant Arnold Szelinski (1º aprile 1943 - 11 dicembre 1943)
- Generalleutnant Otto Schwarz (11 dicembre 1943 - agosto 1944)[1]